# استرس‌زده
«استرس‌زده» ترانه‌ای از گروه موسیقی دونفره آمریکایی، تونتی وان پایلوتس است که برای چهارمین آلبوم استودیویشان بلوری‌فیس نوشته و ضبط شد. اشعار این ترانه بجث در مورد پایان خشن نوجوانی و انتقال به بزرگسالی است. این ترانه به عنوان تک‌آهنگ تبلیغاتی در ۲۸ آوریل ۲۰۱۵ بر روی فروشگاه گوگل پلی و آمازون منتشر شد.
«استرس‌زده» رتبه ۲ را در ۱۰۰ آهنگ داغ بیلبورد به دست آورد. همچنین نامزد دو جایزه گرمی شد: ضبط سال و بهترین اجرای پاپ دونفره/گروهی.
بیلبورد "استرس زده" را در رتبه ۶۲ لیست "۱۰۰ آهنگ برتر پاپ سال ۲۰۱۶ بیلبورد" قرار داد. تا دسامبر ۲۰۱۶، ۲٫۴ میلیون کپی از این ترانه در ایالات متحده به فروش رفت.